# تاإيشي ماتسوموتو
تاإيشي ماتسوموتو (باليابانية: 松本 泰志) (مواليد 22 أغسطس 1998)، هو لاعب كرة قدم سابق كان يلعب كلاعب وسط.

## وصلات خارجية
- تاإيشي ماتسوموتو على موقع رابطة كرة القدم اليابانية للمحترفين (اليابانية)
- تاإيشي ماتسوموتو على موقع قاعدة بيانات كرة القدم.إي يو (الإنجليزية)
- تاإيشي ماتسوموتو على موقع Soccerway.com (الإنجليزية)
- تاإيشي ماتسوموتو على موقع عالم كرة القدم.نت (الإنجليزية)